# 3M-54 클럽
3M-54 클럽(Klub, 나토명: SS-N-27 시즐러) 미사일은 러시아의 대함 미사일이다. 소련 시절인 1983년에 개발되었다. 수상함과 잠수함에서 발사된다. 클럽 미사일 또는 칼리브르 미사일이라고도 한다.
최대사거리를 갖는 3M-54E1 미사일의 경우, 킬로급 잠수함의 533mm 어뢰관에서 발사되며, 시스키밍 즉 바다 표면에 붙어서 비행한다. 중량 1800 kg, 길이 8.22 m, 마하 0.8의 속도, 사거리 300 km, 탄두중량은 400 kg이다.
3M-54E 미사일의 경우, 킬로급 잠수함의 533mm 어뢰관에서 발사되며, 시스키밍 즉 바다 표면에 붙어서 비행한다. 마하 0.8의 속도로 비행하다가 종말유도시 마하 2.5의 속도를 내면서 고도 4.5미터로 비행한다. 중량 2200 kg, 길이 8.22 m, 사거리 220 km, 탄두중량은 200 kg이다.

## 파생형
Klub-S는 잠수함 발사형, Klub-N은 구축함 발사형이다.

### 국내용
- 3M-54 - 길이 8.22 m, 직경 0.533 m, 탄두중량 200 kg, 사거리 660 km, 시스키밍, 종말속도 마하 2.9, SS-N-27A
- 3M-54T - 길이 8.9 m, 직경 0.533 m, 탄두중량 200 kg, 사거리 660 km, 시스키밍, 종말속도 마하 2.9, SS-N-27A, VLS 발사
- 3M-14 - 길이 6.2 m, 직경 0.533 m, 탄두중량 450 kg, 사거리 900 km, 종말속도 마하 0.8, SS-N-30A
- 3M-14T - 길이 8.9 m, 직경 0.533 m, 탄두중량 450 kg, 사거리 900 km, 종말속도 마하 0.8, SS-N-30A, VLS 발사

### 수출용

#### 클럽-S
- 3M-54E - 길이 8.2 m, 직경 0.533 m, 탄두중량 200 kg, 사거리 220 km, 시스키밍, 종말속도 마하 2.9, SS-N-27B
- 3M-54E1 - 길이 6.2 m, 직경 0.533 m, 탄두중량 400 kg, 사거리 300 km, 시스키밍, 종말속도 마하 0.8, 항공모함 공격 가능
- 3M-14E - 길이 6.2 m, 직경 0.533 m, 탄두중량 450 kg, 사거리 300 km, 시스키밍, 종말속도 마하 0.8, SS-N-30B
- 91RE1 - 길이 7.65 m, 직경 0.533 m, 탄두중량 76 kg, 사거리 50 km, 마하 2.5, ASROC

#### 클럽-N
- 3M-54TE - 길이 8.9 m, 직경 0.533 m, 탄두중량 200 kg, 사거리 660 km, 시스키밍, 종말속도 마하 2.9, SS-N-27B, VLS 발사
- 3M-54TE1 - 길이 8.9 m, 직경 0.533 m, 탄두중량 400 kg, 사거리 300 km, 시스키밍, VLS 발사
- 3M-14TE - 길이 8.9 m, 직경 0.533 m, 탄두중량 450 kg, 사거리 300 km, 시스키밍, 종말속도 마하 0.8, SS-N-30B, VLS 발사
- 91RTE2 - 길이 7.65 m, 직경 0.533 m, 탄두중량 76 kg, 사거리 40 km, 무게 1,300 kg, 마하 2, ASROC

#### 중국산
- YJ-18 - 길이 8.2 m, 직경 0.533 m, 탄두중량 300 kg, 사거리 300 km, 종말속도 마하 3.0

#### 한국산
- 현무-3 - 길이 6.2 m, 직경 0.533 m, 탄두중량 450 kg, 사거리 1,500 km, 종말속도 마하 1.2

## 발사 플랫폼

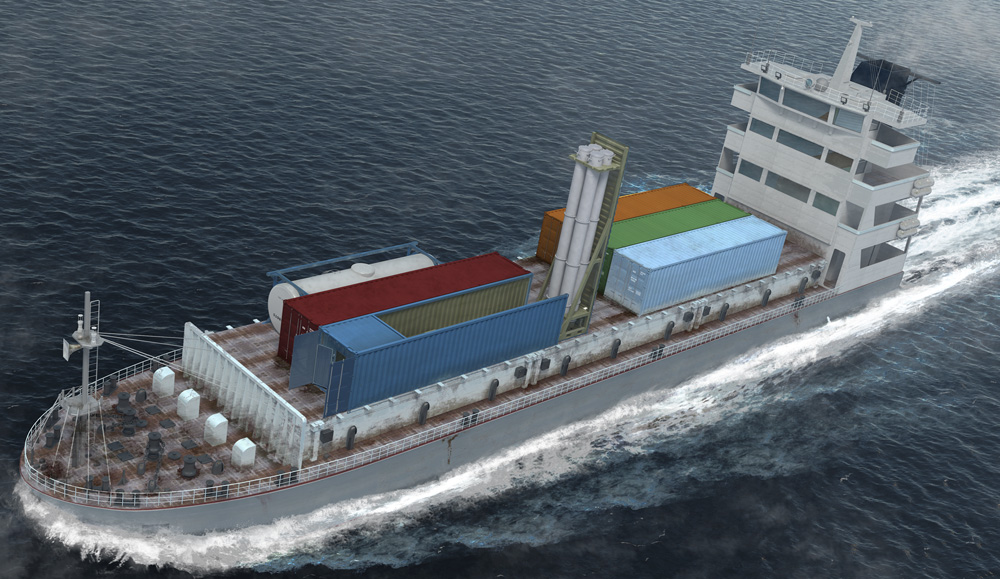
클럽-K 컨테이너 발사대

킬로급 잠수함에서 주로 발사한다. 킬로급 이전형인 라다급 잠수함에서도 발사할 수 있다. 인도 해군의 Talwar급 프리깃에서 사용중이다. 아쿨라급 잠수함에서도 발사할 수 있다. 전문가들은 폭격기에서도 발사할 수 있을 것이라고 보며, 제작사는 트럭 발사식도 계획중이다.
러시아는 컨테이너 발사대를 개발했다. 민간용 컨테이너 하나에 사거리 2500 km 클럽-K 순항미사일 4발을 탑재한다. 미국, 중국, 이스라엘도 개발을 시작했다. 컨테이너 미사일의 문제점은, 지상에 컨테이너 트럭의 이동식과 컨테이너를 지상에 내려놓은 고정식이 가능한데, 모두 INF 조약 위반이 된다는 점이다.
2007년 미국 CRS 보고서는 "북한이 사거리 2,500 km 이상의 SLBM을 개발했고, 이를 일반 컨테이너 화물선에서 발사할 수 있도록 개조했다"고 주장했다.

## 사거리
칼리브르 순항미사일의 사거리는 탄두중량 400 kg의 450 kt 수소폭탄 장착시 2,600 km, 탄두중량 500 kg의 500 kt 수소폭탄 장착시 2,500 km이다. 구축함, 잠수함의 수직발사대(VLS)에서는 처음 발사할 때 부스터가 필요한데, 부스터 장착시 8 m, 없으면 6 m 길이이다. 미국 토마호크와 길이, 무게, 사거리 등이 거의 비슷하다.
러시아는 2015년 시리아 공습에 사용된 Kh-101 순항미사일도 있는데, 폭격기에서 발사되며, 부스터 없이 7 m 길이로서, 탄두중량 400 kg의 450 kt 수소폭탄 장착시 사거리 5,000 km이다.

## 대한민국
2000년 러시아는, 러시아 차관 17억 달러 중에서 한국이 킬로급 잠수함 3척을 7억 5천만 달러에 구입하면 클룹S(220 km), 클룹L(300 km)을 제공하겠다고 밝혔다. 토마호크 미사일의 1/5 가격이다. 킬로급에는 클룹 18발을 장착한다. 러시아측은 이 미사일이 동북아의 군사력 판도가 바뀌는 게임 체인저가 될 것이라고 말했다. 한국은 킬로급 구매를 거부하고 손원일급을 독일에서 수입했다. 그러나 2011년 533미리 어뢰관에서 발사하는 300 km 국산 순항 미사일이 손원일급 잠수함에 장착되었다고 보도되었다.
한국형 대함미사일 개발에 관련기술을 도입

## 북한
우크라이나는 2001년 Kh-55를 이란에 12발, 중국에 6발 수출했다. 2005년 6월, 일본 산케이 신문은 우크라이나가 레오니드 쿠츠마 전 대통령 시절 이란에 판매한 장거리 순항미사일 Kh-55 기술이 북한에 유출된 의혹이 있다고 보도했다. Kh-55는 1970년 말 소련이 개발한 사거리 3000 km의 공중발사형 순항미사일로 200kt의 핵탄두를 탑재한다. 즉, 잠수함, 구축함에서 발사하는 것이 칼리브르 핵순항미사일이고, 전략폭격기에서 발사하는 것이 Kh-55 핵순항미사일이다. 일본 정부 관계자는 "북한이 순항미사일 기술을 취득하면 정부가 실전배치를 추진 중인 지대공 미사일과 이지스함 배치 차세대 해상시스템을 연계한 미사일 방어(MD)체제로는 대처할 수 없다"고 말했다.

## 관련보도
2008년 러시아가 지상발사형 칼리브르 순항미사일을 최초 시험발사했다.
2012년부터 실전 배치된 3M-54 칼리브르 순항미사일은 사거리 2천500km에 500kg의 고폭탄두나 500kt급 핵탄두를 탑재할 수 있는 공포의 미사일이다.
2014년 7월 28일, 버락 오바마 대통령은 블라디미르 푸틴 러시아 대통령에게 지상발사형 칼리브르 순항미사일 시험발사가 INF 조약 위반이라는 공식 서한을 전달했다. 이에 대해 러시아 정부 측은 많은 나라들이 이정도 미사일을 생산한다며, INF 조약이 이미 실효성을 잃었다고 본다.
2016년 12월 이전에, 러시아는 지상발사형 칼리브르 순항미사일 2개 대대를 카푸친 야르에 실전배치했다. 칼리브르 미사일은 사거리 2,500 km이며, 카푸친 야르에서 독일 수도 베를린까지는 2,300 km이다.

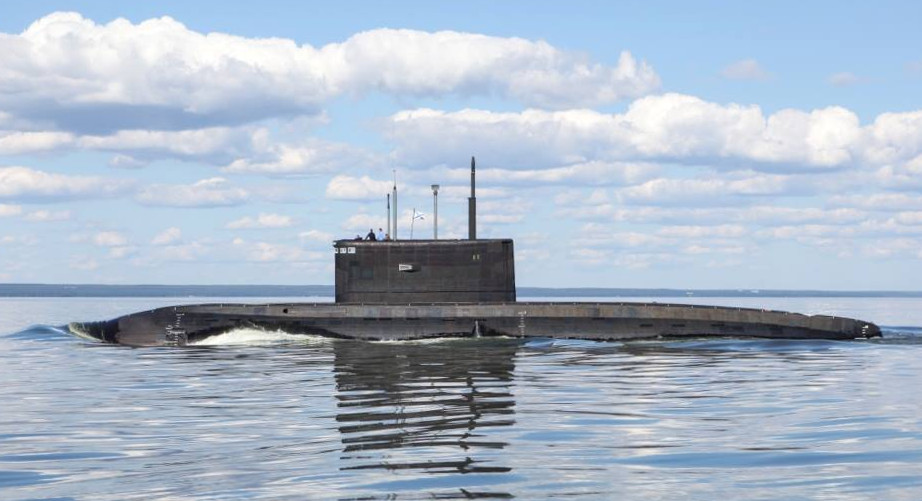
2015년 11월 5일 실전배치된 크라스노다르 잠수함

2017년 5월 31일, 러시아 국방부는 보도문을 통해 "지중해 동부 해역에 배치된 에센 제독 호위함과 크라스노다르 잠수함이 순항미사일 '칼리브르' 4발을 발사해 시리아 (중부 도시) 팔미라의 IS 근거지들을 타격했다"고 밝혔다. 국방부는 "(북부 도시) 락까에서 팔미라로 이동한 IS 병력과 군사장비 집결지가 표적이 됐다"면서 "미사일이 정확하게 목표물들을 타격했다"고 설명했다.
크라스노다르 잠수함은 러시아가 2010년 이후에 6척을 건조한 최신형 636.3형 킬로급 잠수함이다. 킬로급은 877형, 636형, 636.3형이 있는데, 서방에서는 636.3형도 킬로급이라고 부르지만, 러시아는 바르샤비안카급 잠수함이라고 부른다. 세계에서 가장 조용한 잠수함으로서, 잠수함이 발생하는 자체 음향만으로는 탐지가 불가능하며, 액티브 소나를 쏘아야만 탐지가 가능하다.

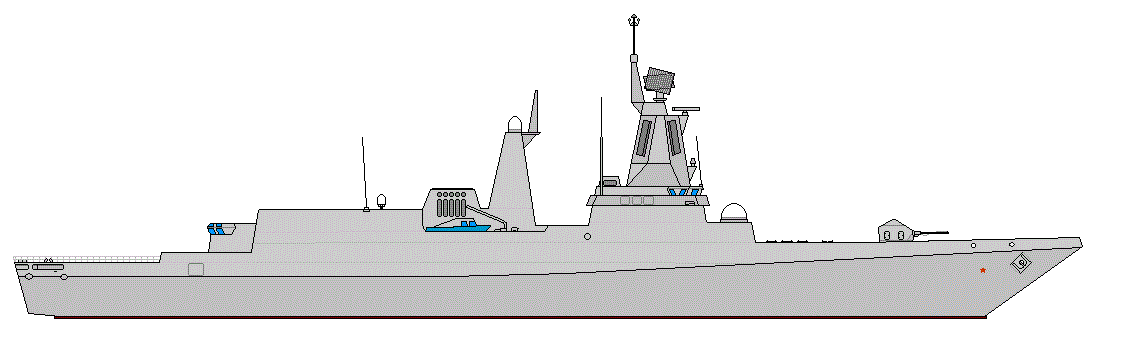
고르쉬코프급 호위함

2017년 11월, 러시아 해군이 특수설계로 탐지가 어려운 최신예 다목적 스텔스 유도미사일 호위함인 고르쉬코프급 스텔스 유도미사일 호위함의 1번함인 아드미랄 고르쉬코프를 북해함대에 실전배치할 계획이다. 500 kg의 고폭탄두나 500 kt급 핵탄두를 장착하고 2,500 km 떨어진 지상이나 해상 표적을 정확하게 타격하는 '칼리브르' 순항미사일과 최대 사거리 300 km에 250 kg의 고폭탄두를 단 P-800 '오닉스'('야혼트') 대함 순항미사일을 한꺼번에 16기 발사할 수 있는 수직발사체계(VLS)를 갖췄다.

## 사용국가
- 러시아 - 킬로급 잠수함에서 발사한다.
- 인도 - 킬로급 잠수함에서 발사한다.
- 알제리 - 킬로급 잠수함에서 발사한다.
- 중국 - 킬로급 잠수함에서 발사한다.

## 같이 보기
- 하푼 미사일 - 미국산. 서방의 잠수함, 수상함, 비행기에서 발사된다. 사거리 180 km
- 엑조세 미사일 - 프랑스산. 서방의 잠수함, 수상함, 비행기에서 발사된다. 사거리 180 km
- 해성 미사일 - 한국산. 수상함에서 발사된다. 사거리 180 km
- 90식 함대함 미사일 - 일본산. 수상함에서 발사된다. 사거리 180 km